# Michael Sandel
Michael J. Sandel (Minneapolis, 5 de març de 1953) és un filòsof estatunidenc versat en temes polítics i socials. Sandel va exercir en l'administració pública durant la Presidència de George W. Bush en la Conselleria Presidencial sobre Bioètica (President's Council on Bioethics). És membre de l'Acadèmia Americana de les Arts i les Ciències.

## Educació
Nascut al si d'una família jueva, Sandel es va mudar a Los Angeles amb tretze anys. Va ser president de la seva secció en secundària a nivell diversificat en el liceu Palisades High School el 1971, posteriorment va ingressar a la Universitat Brandeis de Waltham (Massachusetts), es va doctorar en el Balliol College, a Oxford, com a becari, sota la tutela del filòsof Charles Taylor.

## Criteris filosòfics
Sandel se situa dins del corrent teòric comunitarista (manifesta incomoditat per l'etiqueta), principalment és conegut per la seva crítica a la Teoria de la Justícia de John Rawls (A Theory of Justice) respecte de la qual opina: "Rawls suggereix el pressupost del vel de la ignorància, el qual ens permet abstenció davant el propi compromís". Sandel creu que, per naturalesa tenim un impediment per admetre l'existència d'aquest vel. Il·lustra la seva postura reflexionant sobre els vincles familiars que es generen no com a conseqüència d'opcions conscients sinó perquè naixem en un context vinculant. Atès que aquests vincles no els assimilem conscientment, és impossible que un mateix se'n independitzi. Sandel creu que solament es pot pretendre una modalitat una mica més àmplia del 'vel de la ignorància'. La crítica de Sandel va fer-li a Rawls argumentar que la seva teoria sobre la Justícia no era metafísica sinó que era una teoria "política" sobre la base que un consens contrari suficientment ampli podria formar-se per part d'individus i grups amb diverses opinions i pensaments morals i polítics
El catedràtic nord-americà, en l'últim treball que es titula 'Contra la Perfección', estudia l'ètica en l'era de l'enginyeria genètica, mostrant-se partidari a una predisposició a acceptar la destinació tal com es presenta i que Sandel considera una “virtut”, no solament en el terreny de la procreació sinó en tots els àmbits de la vida. Des d'aquesta perspectiva, l'enginyeria genètica representaria el triomf de l'impuls de l'home per dominar sobre la resta de la humanitat. Sandel també opina que l'amor dels pares cap als seus fills no depèn dels atributs o virtuts d'aquests, a diferència del que pot ocórrer amb la parella o els amics, a qui triem lliurement. Planteja, així, objeccions basades no tant en l'autonomia dels fills com en l'actitud dels progenitors i el seu afany per controlar la destinació dels seus descendents. “Canviar la naturalesa dels nostres fills perquè tinguin un major èxit en una societat competitiva pot semblar un exercici de llibertat, però és el contrari a ella”.

## Justícia
Sandel va impartir el conegut curs "Justícia" a la Universitat Harvard durant dues dècades. L'assignatura va ser en la que més assistents s'hi varen matricular en la història de la Universitat Harvard (més de 14.000 alumnes). Durant la tardor del 2007 va ser la major de totes amb un total de 1.115 estudiants inscrits a Harvard.
El curs de 2005 va ser gravat i ofert als alumnes en línia. Una edició resumida d'aquest curs es va convertir en una sèrie televisiva de dotze capítols anomenada: Justice: What's the Right Thing to Do? (la traducció en seria Justícia: Què és el que cal fer?).
També hi ha dues sèries europees de 2018 de cinc capítols cadascuna, una titulada El gran debat i l'altra titulada Lluita d'idees, disponibles amb subtítols en català.
Amb el títol Justice: What's the Right Thing to Do?, hi ha diferents episodis disponibles a la web Justícia amb Michael Sandel.

## Altres activitats docents
Sandel també imparteix, al costat del Douglas Melton, "Ètica i Biotecnologia", un seminari sobre les consideracions ètiques atribuïbles prospectivamente a l'aplicació de procediments biotecnològics.

## Obres
- Justice: What's the Right Thing to Do? (Farrar, Straus and Giroux, 2010)
- Liberalism and the Limits of Justice (Cambridge University Press, 1982, 2nd edition, 1998)
- Democracy's Discontent (Harvard University Press, 1996)
- Public Philosophy: Essays on Morality in Politics (Harvard University Press, 2005)
- The Case against Perfection: Ethics in the Age of Genetic Engineering (Harvard University Press, 2007)
- What Money Can't Buy: The Moral Limits of Markets. What Money Can't Buy: The Moral Limits of Markets.  Macmillan, 2012. ISBN 9781429942584.  What Money Can't Buy: The Moral Limits of Markets.  Macmillan, 2012. ISBN 9781429942584.